# Samira Marti
Samira Marti, née le 23 janvier 1994 à Liestal (originaire de Wagenhausen) est une personnalité politique suisse du canton de Bâle-Campagne, membre du Parti socialiste.
Elle est conseillère nationale depuis décembre 2018.

## Biographie
Samira Marti naît le 23 janvier 1994 à Liestal, chef-lieu du canton de Bâle-Campagne. Elle est originaire de Wagenhausen, dans le canton de Thurgovie.
Elle grandit à la campagne, dans le village de Ziefen,. Elle étudie l'économie à l'université de Zurich. Avant d'entrer au parlement, elle travaillait aussi comme serveuse à 40 %.

## Parcours politique
Elle rejoint les Jeunes socialistes à l'âge de 18 ans.
Le 10 décembre 2018, elle entre au Conseil national à la suite de la démission Susanne Leutenegger Oberholzer. Après Pascale Bruderer, elle est la deuxième plus jeune membre du Conseil national au moment de sa prise de fonctions (toutes deux à 24 ans, mais Pascale Bruderer était deux mois plus jeune). Elle siège au sein de la Commission des institutions politiques (CIP).
Elle est réélue en octobre 2019, Andri Silberschmidt, né un mois avant elle, devenant pour cette nouvelle législature le plus jeune parlementaire.
En avril 2021, elle est au centre d'une petite polémique pour avoir publié une photo d'elle montrant un doigt d'honneur en réponse à un article du journal satirique Nebelspalter,,,,,.
Elle est élue à la coprésidence du groupe socialiste aux côtés de Samuel Bendahan le 1er septembre 2023, en remplacement du démissionnaire Roger Nordmann. Elle est réélue au Conseil national en octobre 2023.

### Positionnement politique
En 2018, elle se déclare pour une semaine de travail à 15 ou 20 heures.